# Durazno
Durazno er en by i den centrale del af Uruguay, med et indbyggertal (pr. 2004) på 30.529. Byen er hovedstad i Durazno-departementet og blev grundlagt i 1821.
33°23′S 56°31′V / 33.383°S 56.517°V